# Magnus Barsøe
Magnus Barsøe (født 28. januar 1981 i Virum) er en dansk civiløkonom, journalist, forfatter og debattør samt tidligere kandidat til Europa-Parlamentet for Socialdemokratiet.
Han er uddannet cand.merc. fra Copenhagen Business School i 2009 og master i journalistik fra City University of London.
Fra 2013 til 2014 arbejdede han som journalist på Financial Times, men kom i 2014 hjem til en stilling som debatredaktør på Finans, hvor han samtidig var vært på podcasten Bundlinjen. Fra 2019 var han debatredaktør på Politiken. Fra 2019 var han desuden medarbejdervalgt medlem af JP/Politikens Hus' bestyrelse. I 2022 vakte han opsigt ved at dele sin løn offentligt. Han opsagde stillingen på Politiken i april 2023.
I april 2023 blev han indstillet som kandidat til Europa-Parlamentet for Socialdemokratiet. Han var spidskandidat i Region Hovedstaden, men opnåede ikke valg. Han blev i stedet 1. suppleant. 
Siden 2024 har han været vært på programmet Børsen brænder på Radio IIII.
Magnus Barsøe er gift med journalist Nola Grace Gaardmand med hvem han har to sønner.